# Macropsis tricostatus
Macropsis tricostatus är en insektsart som beskrevs av Logvinenko 1981. Macropsis tricostatus ingår i släktet Macropsis och familjen dvärgstritar. Inga underarter finns listade i Catalogue of Life.